# Премия Американского института киноискусства (2016)
Премия Американского института киноискусства за 2016 год.

## 10 лучших фильмов
- «Прибытие»
- «Ограды»
- «По соображениям совести»
- «Любой ценой»
- «Ла-Ла Ленд»
- «Манчестер у моря»
- «Лунный свет»
- «Молчание»
- «Чудо на Гудзоне»
- «Зверополис»

## 10 лучших телевизионных программ
- «Американцы»
- «Атланта»
- «Лучше звоните Солу»
- «Корона»
- «Однажды ночью»
- «Игра престолов»
- «Народ против О. Джея Симпсона: Американская история преступлений»
- «Очень странные дела»
- «Это мы»
- «Вице-президент»

## Специальная премия
- «О. Джей: Сделано в Америке»